# Seta (Zoologie)
Als  Setae (lat. Einzahl seta ‚Borste‘; Mehrzahl setae) bezeichnet man in der Zoologie spezialisierte Haare:
- Sonderform der Haare der Säugetiere, siehe Borstenhaar
- lange, einzellige, fadenförmige, stark chitinisierte Auswüchse bei Gliederfüßern
- Hafthärchen an den Füßen der Geckos, siehe Spatula
- Chaetae, die Borsten der Ringelwurm-Gruppen Polychaeta und Oligochaeta, werden gelegentlich als Setae bezeichnet